# A2 (Botswana)
Die A2 ist eine Fernstraße in Botswana, die im Westen an der Grenze zu Namibia an der Ortschaft Buitepos beginnt und in Pioneer Gate im Südosten endet. Die Straße führt durch die Städte Kang, Jwaneng, Kanye und Lobatse. Im Westen geht sie in die B6 über, im Südosten an der Grenze nach Südafrika in die National Route 4.